# Claude Létourneau (Geiger)
Claude Létourneau (* 11. November 1924 in Québec (Stadt); † 7. Oktober 2012 in Québec (Stadt)) war ein kanadischer Geiger und Musikpädagoge.

## Leben
Der Sohn des Organisten und Komponisten Omer Létourneau hatte privaten Musikunterricht bei Edwin Bélanger und Arthur LeBlanc und studierte dann am Conservatoire de musique du Québec und am Royal Conservatory of Music in Toronto. Zwischen 1941 und 1947 nahm er Kurse in den Fächern Violine, Klarinette und Dirigieren in New York und am Berkshire Music Center. 1945 gewann er einen Prix d'Europe.
Ab 1948 unterrichtete Létourneau am Conservatoire de musique du Québec und am Séminaire de Québec, wo er von 1960 bis 1967 die Société musicale Ste-Cécile leitete. Zwischen 1940 und 1985 war er mit Unterbrechungen Mitglied des Orchestre Symphonique de Québec. 1948 gründete er das Létourneau String Quartet, mit dem er bis 1958 in der Region um Québec auftrat.
1965 entwickelte Létourneau die nach ihm benannte Létourneau Method für den Unterricht von Streichinstrumentalisten, die auf methodischen Ansätzen Shinichi Suzukis und Zoltán Kodálys beruht. Um nach dieser Methode zu unterrichten, gründete er 1990 die Société musicale Claude Létourneau.